# SZD-41 Jantar Standard
SZD-41 Jantar Standard – polski, jednomiejscowy, szybowiec wysokowyczynowy klasy standard, zaprojektowany w Ośrodku Badawczo-Rozwojowym Szybownictwa w Bielsku-Białej.

## Historia
W trakcie eksploatacji SZD-37 Jantar i SZD-38 Jantar 1 zebrano wiele nowych doświadczeń, które doprowadziły do powstania kolejnej wersji szybowca z tej rodziny, oznaczonej SZD-41 Jantar Standard. Zespół konstrukcyjny pod kierownictwem inż. Władysława Okarmusa przygotował projekt szybowca, który od poprzednich wersji różnił się zredukowaną masą własną o ok. 8 kg, zwiększoną pojemnością zbiorników balastowych do 100 litrów, wzmocnioną konstrukcją dźwigara głównego skrzydła, zmodyfikowanym podwoziem, usprawnionym systemem napełniania instalacji balastowej oraz zmianą oparcia plecowego pilota na bardziej funkcjonalne.
Prototyp, o znakach rejestracyjnych SP-2685 (nr. fabryczny X-110), został oblatany 3 października 1973 r. przez Adama Zientka na lotnisku w Bielsku.
W trakcie startów w międzynarodowych zawodach oceniono, że powstała konstrukcja doskonale wypada w porównaniu z zagranicznymi konstrukcjami. Szczególnie korzystnie wypadało porównanie podczas długich lotów po prostej bez krążenia. Na Jantarze Franciszek Kępka na Szybowcowych Mistrzostwach Świata w Waikerie w 1974 r. zajął 3 miejsce.
Szybowiec spełniał wymagania przepisów OSTIV dla klasy standard i wszedł do produkcji jako SZD-41A Jantar Standard. Pod koniec produkcji powstała również wersja SZD-41B z inną konstrukcją kadłuba, usterzenia i skrzydła. Dwa Jantary tej wersji (o numerach fabrycznych X-125 i X-126) startowały w Szybowcowych Mistrzostwach Świata w 1976 r. w Räyskälä gdzie Henryk Poźniak zajął czwarte miejsce w klasie standard.
W latach 1973–1977 wyprodukowano 159 szybowców, z czego wyeksportowano 139 egzemplarzy.

## Konstrukcja
Jednomiejscowy szybowiec w układzie średniopłata o konstrukcji laminatowej.
Kadłub całkowicie laminatowy (z szybowca SZD-38 Jantar 1), w części centralnej wlaminowana jest stalowa kratownica stanowiąca węzeł mocujący podwozie główne i łączący skrzydła z kadłubem. Wyposażony w zaczep do lotów na holu i startu za wyciągarką. Kabina zakryta z dwuczęściową limuzyną. Pedały i fotel pilota regulowane. Tablica przyrządów wyposażona w prędkościomierz, wysokościomierz, wariometr, zakrętomierz, busolę. Istnieje możliwość zabudowy sztucznego horyzontu, radiostacji i instalacji tlenowej. Anteną radiostacji wlaminowana w statecznik pionowy.
Skrzydło dwudzielne, skorupowe, jednodźwigarowe o obrysie trapezowym z dwuobwodowym kesonem. Posiada wbudowane zbiorniki balastowe o pojemności 100 litrów umożliwiające zmianę obciążenia jednostkowego powierzchni nośnej o 9,4 kg/m. Dźwigar skrzynkowy, z pasami z włókna szklanego i przekładkowymi ściankami zamykającymi. Wyposażone w lotki i metalowe hamulce aerodynamiczne na górnej i dolnej powierzchni skrzydła.
Usterzenie w układzie T, ster wysokości dwuczęściowy, bez wyważenia masowego, z trymerem sprężynowym.